# James Frain
James Dominic Frain (n. 14 martie 1968, Leeds, Anglia, Regatul Unit) este un actor englez de teatru și televiziune. Cele mai cunoscute roluri ale sale de televiziune includ Thomas Cromwell⁠(d) în drama istorică Showtime / CBC Dinastia Tudorilor (2007–2009), Franklin Mott în drama HBO True Blood⁠(d) (2010), Warwick the Kingmaker în serialul BBC The White Queen⁠(d) (2013), John Sumner in the Sky / Drama criminală Canal+ The Tunnel (2013), Ferdinand Chevalier în thrillerul SF BBC/ Space Orphan Black (2015–2017),Theo Galavan/Azrael în Fox 's Gotham (2015–2016) și Sarek în Star Trek: Discovery (2017–2019). De asemenea, a jucat roluri principale în dramele BBC Armadillo (2001), The Buccaneers (1995) și The Mill on the Floss (1997).
În film, el este cel mai bine cunoscut pentru rolul lui Daniel Barenboim și Álvaro de la Quadra în dramele biografice Hilary și Jackie și Elizabeth, respectiv (ambele 1998), Bassianus în adaptarea Shakespeare Titus (1999) și Gérard de Villefort în drama istorică. Contele de Monte Cristo (2002).

## Tinerețe
Frain s-a născut în Leeds, West Riding of Yorkshire, și a crescut în Stansted Mountfitchet, lângă Bishop's Stortford, Essex, cel mai mare dintre opt copii ai unei mame profesoare și a unui tată agent de bursă. A fost educat la Newport Free Grammar Schoolf, a studiat dramă și film la Universitatea din East Anglia și s-a format ca actor la Central School of Speech and Drama din Londra. 

## Carieră
În 1993, în ultimul an de școală de teatru, și-a făcut debutul în film în Shadowlands, după ce a fost văzut de regizorul de film Richard Attenborough. În 1995, a jucat rolul unui terorist nord-irlandez în filmul regizat de Thaddeus O'Sullivan, Nothing Personal. 
În 2000, Frain a fost nominalizat la Canadian Screen Award pentru cel mai bun actor în rol secundar la cea de -a 20-a ediție a premiilor Genie a Academiei de Cinema și Televiziune Canadei din Toronto, pentru interpretarea sa în rolul lui Gustave Sonnenschein în filmul regizat de István Szabó Sunshine. 
A fost un obișnuit pe scena din Regatul Unit, apărând cu Royal Shakespeare Company și Royal Court Theatre, precum și pe West End. El a apărut și pe Broadway și a primit în 2008 premiul Drama Desk pentru spectacole remarcabile de ansamblu, împreună cu restul distribuției din The Homecoming (2007). 
A apărut într-un număr de seriale de televiziune, cum ar fi Soldier Soldier (1993); Armadillo (2001); 24 (2005); Invazie (2006); și The Closer (2006). Rolurile sale mai recente includ Thomas Cromwell în filmul The Tudors de Showtime ; miliardarul răufăcător „Șah” din serialul NBC cu supereroi/crimă The Cape ; eroicul templier Sir Gregory în filmul original Syfy Dark Relic (2010); și vampirul Franklin Mott în drama HBO True Blood. În sezonul 2 al lui Grimm, Frain s-a alăturat distribuției ca un personaj recurent misterios pe nume Eric Renard. 
A apărut în cel de-al doilea sezon din Gotham ca Azrael și l-a interpretat pe Sarek, tatăl lui Spock, în Star Trek: Discovery, al doilea serial TV prequel din franciza Star Trek. 

## Viata personală
În 2004, Frain s-a căsătorit cu regizoarea Marta Cunningham; ei au doi copii.